# Septobasidium lichenicola
Septobasidium lichenicola är en svampart som först beskrevs av Berk. & Broome, och fick sitt nu gällande namn av Petch 1911. Septobasidium lichenicola ingår i släktet Septobasidium och familjen Septobasidiaceae.   Inga underarter finns listade i Catalogue of Life.